# Lilla Tamenkant
Lilla Tamenkant, finska: Pikku Tammenkanto, är en ö nära Innamo i Nagu,  Finland. Den ligger i Skärgårdshavet i Pargas stad i den ekonomiska regionen  Åboland i landskapet Egentliga Finland, i den sydvästra delen av landet. Ön ligger omkring 2 kilometer norr om Innamo, 12 kilometer nordväst om Nagu kyrka, 35 kilometer sydväst om Åbo och omkring 180 kilometer väster om Helsingfors. Närmaste allmänna förbindelse är förbindelsebryggan vid Innamo som trafikeras av M/S Falkö.
Öns area är 4,8 hektar och dess största längd är 310 meter i sydöst-nordvästlig riktning. Närmaste större samhälle är Rimito, 15,2 km nordost om Lilla Tamenkant.